# 納迪峰

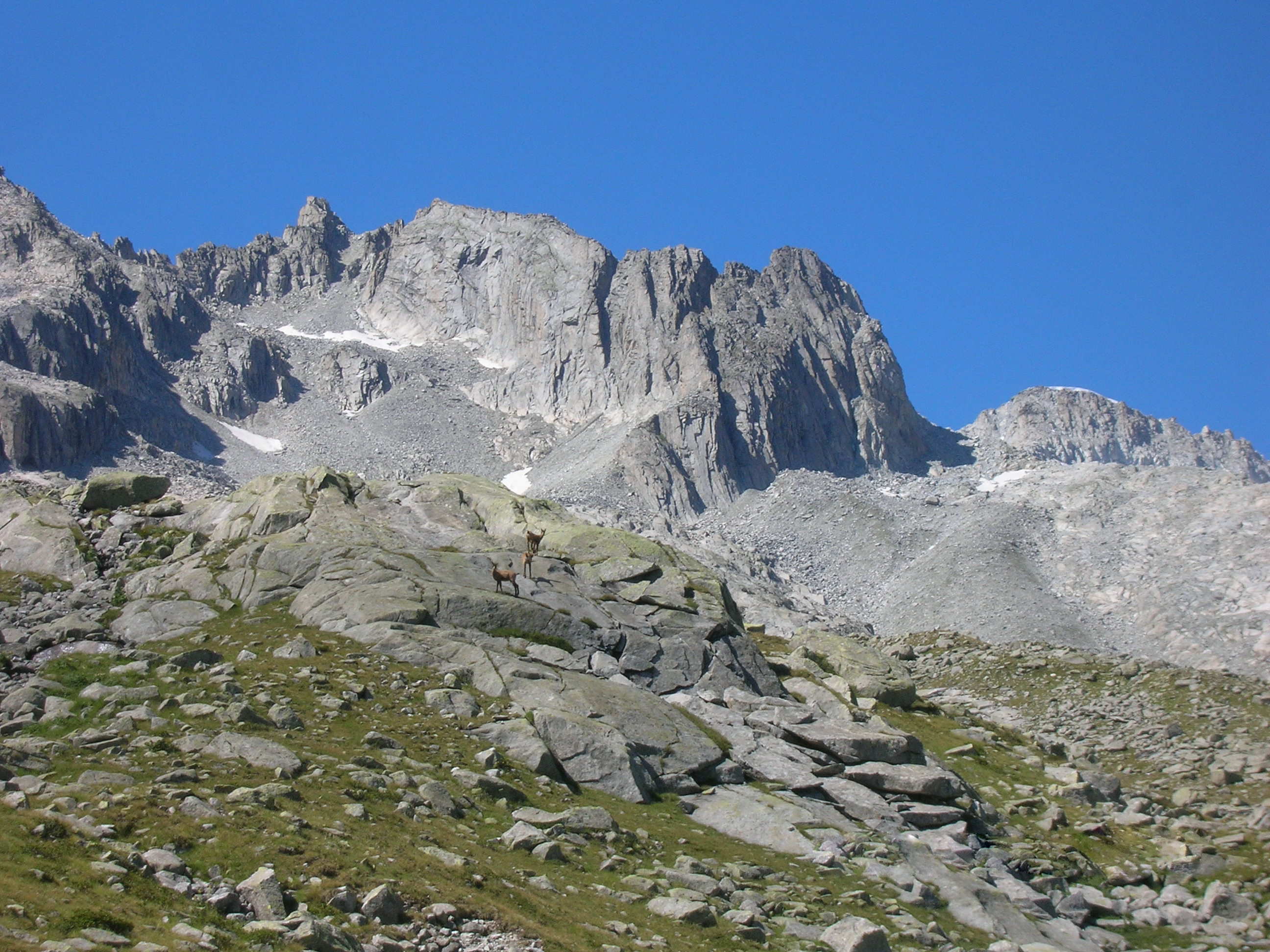

46°12′17″N 10°39′21″E / 46.204833°N 10.655833°E
納迪峰（義大利語：Ago di Nardis），是意大利的山峰，位於該國西北部，由特倫蒂諾-上阿迪傑大區負責管轄，屬於阿達梅洛-普雷薩內拉阿爾卑斯山脈的一部分，海拔高度3,289米，人類在1885年7月28日首次登頂。